# 1380-as busz
Az 1380-as jelzésű autóbuszvonal Miskolc és Eger (Miskolc – Mezőkövesd – Eger) között húzódó regionális vonal, amelyet a Volánbusz Zrt. üzemeltet.

## Útvonala
A miskolci autóbusz-állomásról indul. A 3-as főúton kezdi el útját Mezőkövesd felé, odairányban a főúton, visszirányban a Csabai kapun és a Corvin utcán át közlekedik, melyek a város egyik jelentősebb csomópontjában, a miskolctapolcai elágazásnál érnek össze. Kollégisták közlekedését segítő járat az Egyetemváros érintésével közlekekedik visszirányban, itt kitérve oda. Hejőcsaba és Görömböly városrészei mentén hagyja el a várost, párhuzamosan a Budapest–Sátoraljaújhely-vasútvonallal.
Első települése a Mályi-tóról híres Mályi, melyet másodikként Nyékládháza követ, itt ágazik le több, Tiszaújváros felé tartó busz is a 35-ös főúton. Aztán Emődön hajt keresztül a Bükkalja vidékén, majd Vatta községen, a Mátrai Erőműhöz közelítve az egyik bányájához közeli Bükkábrányt éri el. A főúttal párhuzamos Mezőnyárádot is útvonalára fűzi. A vonal 45. kilométerén a gyorsjáratok az első nevesebb településre, a Matyóföld fővárosába, Mezőkövesdre hajtanak be. Letér a főútról, áthajt a belvárosán, a 2023 decemberében átadott autóbusz-állomást azonban nem érinti, a helyén levő Mátyás király út megállóban szolgálja ki a belvárost. Innen északnyugati irányban folytatja útját Heves megye felé, keresztezi a 3-as fűutat, onnan a 253-as főúton tartózkodik, kisebb vízfolyásokon, többek között a Novaji- és az Ostoros-patakon áthaladva. Az Eger-patak közelében levő csomópontnál kettéválik útvonala: legnagyobb része Andornaktálya településen, majd Eger Kistályai útján és termálfürdője felé, kisebbik része Lajosváros, Hatvanihóstya és a vasútállomása felé közlekedik (az 1050-es buszokkal karöltve).

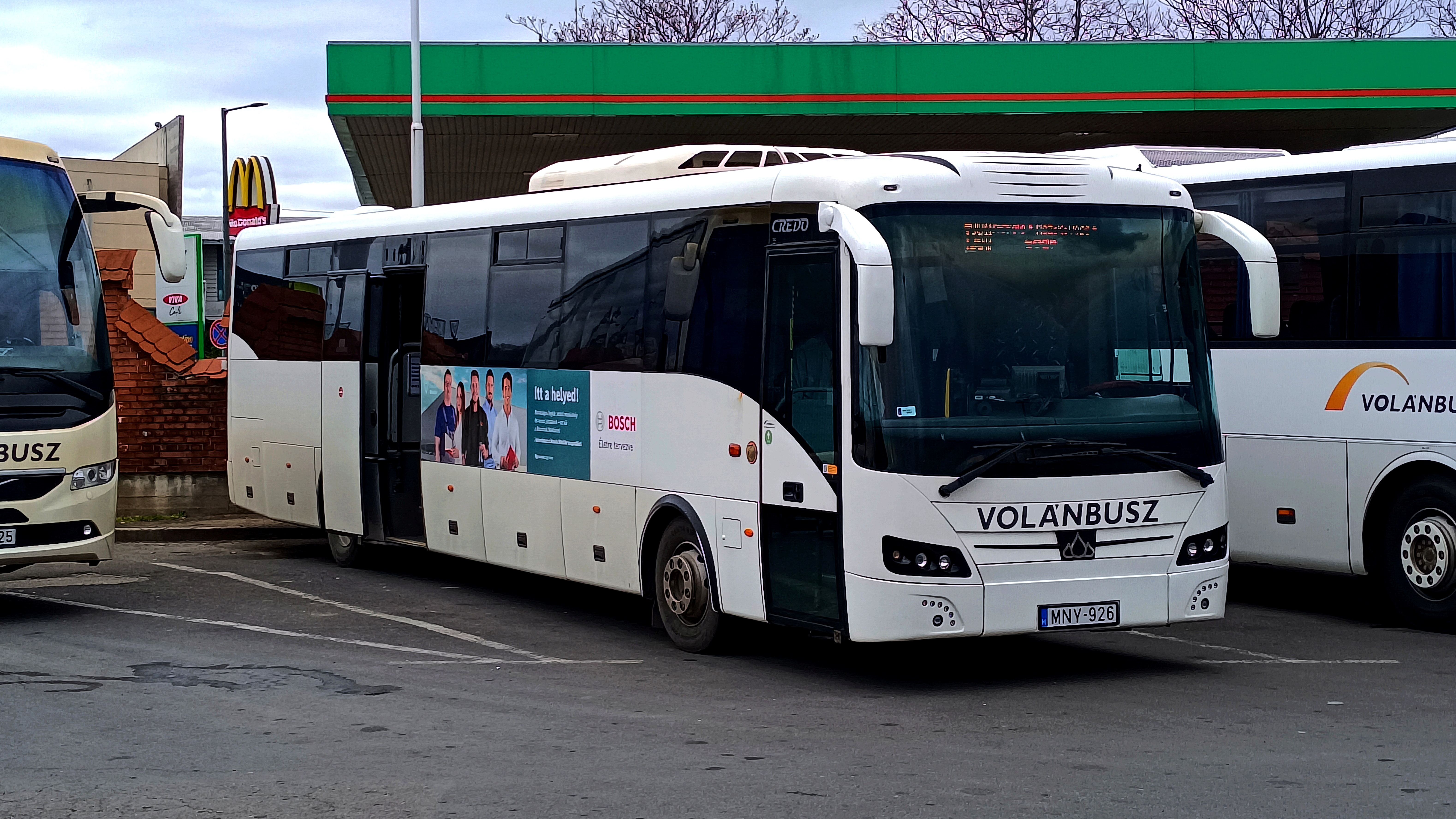
Inovell várakozik visszaindulására

A hevesi megyeszékhelyen kettő helyen végállomásoznak a járatok: belvárosi buszállomásán, 2020. április 1-től napjában kétszer a Dobó István Gimnázium előterében. Ide csak érkezik járat, innen nem indul.

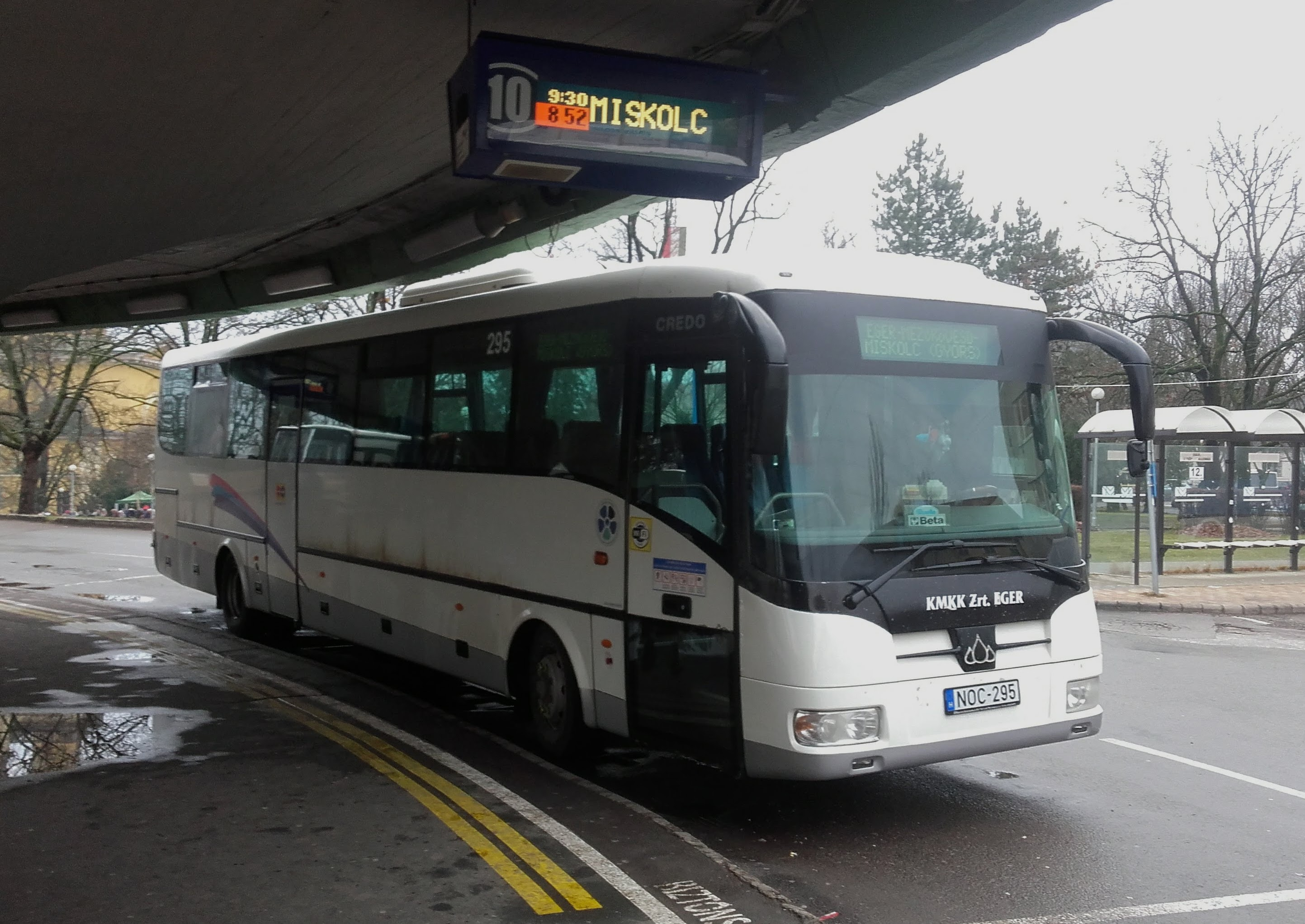
Régebben Credo IC 12-k is jellemzőek voltak

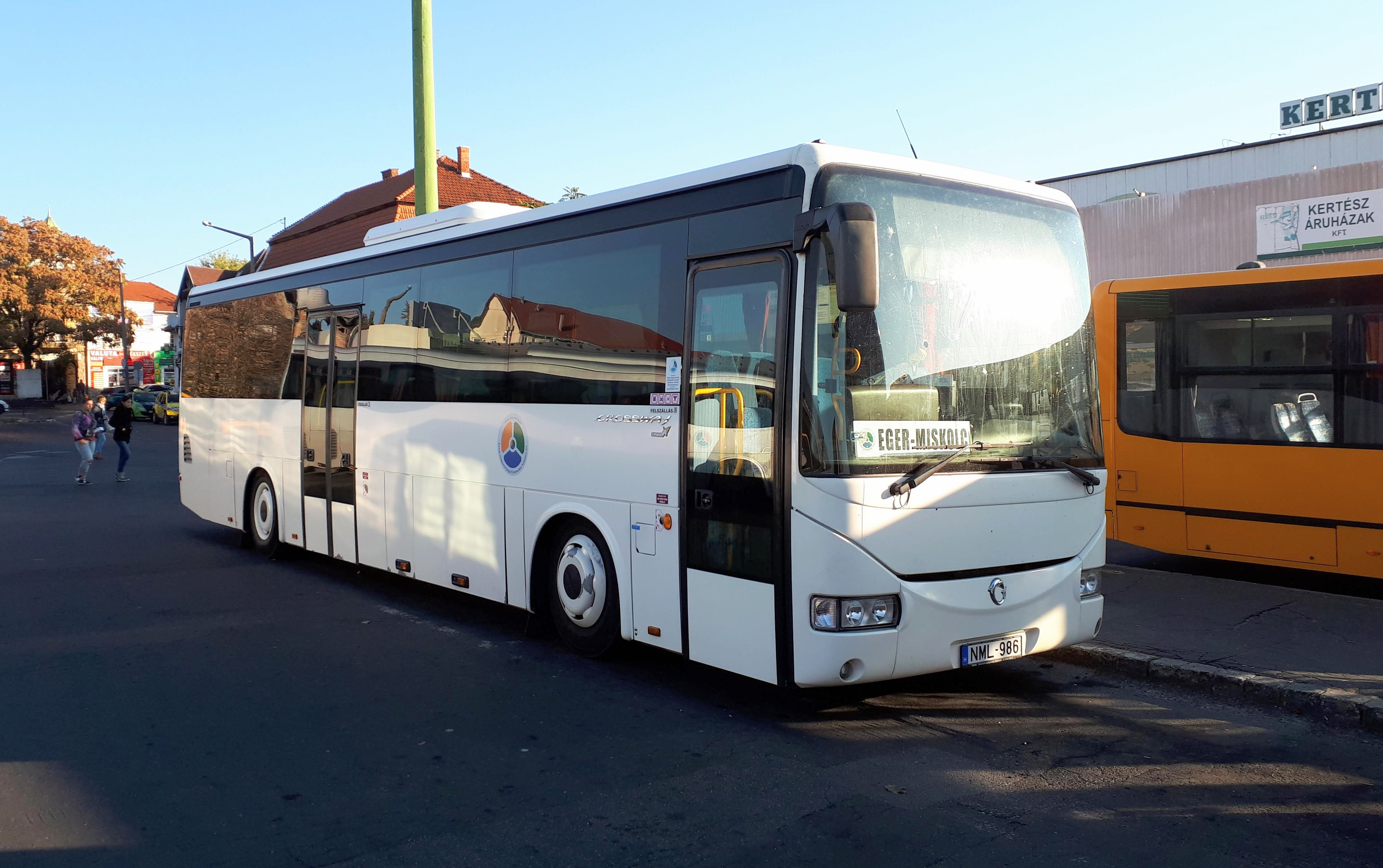
Irisbus vált Mercedest

## Közlekedése
Indításai a hét minden napján történnek, a miskolci, a mezőkövesdi és az egri üzemegység autóbuszai vesznek részt a kettő nagyváros kiszolgálásában (Mezőkövesdiek esetében fordájuk 3749-es vagy 4015-ös járatokat is tartalmaz). Jelentős szerepet a Budapest és Miskolc közötti 1050-es buszok játszanak, Miskolcról a páros órákban, Egerből a páratlan órákban ezek közlekednek. Ezen felül Miskolcról tanítási napokon reggelente lassú járat közlekedik Egerbe 1381-es járattal.
A két megyeszékhely ezen az útvonalon nagyjából 70 kilométerre van egymástól (a Bükkön át rövidebb, ezt az útvonalat az 1383-as busz szolgálja ki Bükkszentkereszten, Répáshután és Felsőtárkányon át).
A menetrendi füzet napjában kettő járatpárat hirdet meg külön rendeletre jelleggel Miskolc-Tiszai pályaudvar – Eger, autóbusz-állomás viszonylaton, ezek mindegyike expresszjárat.

### Törzsjárművei
A vonal rendszeres ingázói közé tartoznak 2016-ban és 2022-ben beszerzett Mercedes-Benz Intouro (NRL-XXX és TDE-XXX), 2017-ben és 2019-ben beszerzett Neoplan Tourliner autóbuszok (PNG-XXX és RLT-XXX), illetve pótlás esetén több másik, erre a célokra kialakított távolsági.
| Viszonylat                                | Indításszám       | Közlekedési rend |
| ----------------------------------------- | ----------------- | ---------------- |
| Miskolc-Tiszai pu. – Eger, aut. áll.      | 2 pár             | külön rendeletre |
| Miskolc, aut. áll. – Eger, aut. áll.      | 10 oda, 12 vissza | munkanapokon     |
| Miskolc, aut. áll. – Eger, aut. áll.      | 9 oda, 11 vissza  | hétvégéken       |
| Miskolc, aut. áll. ➝ Eger, Dobó Gimnázium | 2 oda             | naponta          |

## Megállóhelyei
| 0                                                                                          | Miskolc, autóbusz-állomás végállomás | 0.0 km  | 1, 1G, 3, 3A, 4, 7, 11, 12G, 20, 20A, 24, 28, 32, 34G, 35, 43, 44, 45, 101B, 900, 914, 935 1050, 1053, 1369, 1370, 1372, 1373, 1374, 1375, 1376, 1377, 1381, 1383, 1384, 1410, 1411 3700, 3701, 3702, 3703, 3704, 3705, 3706, 3707, 3708, 3709, 3710, 3711, 3712, 3714, 3715, 3716, 3717, 3718, 3719, 3720, 3721, 3722, 3723, 3724, 3726, 3727, 3728, 3729, 3730, 3731, 3733, 3734, 3735, 3736, 3737, 3738, 3739, 3740, 3741, 3742, 3743, 3744, 3745, 3746, 3747, 3748, 3749, 3750, 3751, 3752, 3753, 3754, 3755, 3757, 3760, 3761, 3764, 3765, 3766, 3767, 3770, 3772, 3773, 3774, 3775, 3776, 3777, 4019 |
| 1                                                                                          | Miskolc, Vörösmarty út (↓)           | 1.0 km  | 3A, 14G, 21, 21G, 24, 32, 35, 45, 901, Auchan 1 1050, 1369, 1370, 1372, 1375, 1376, 1377, 1381 3738, 3739, 3740, 3741, 3742, 3743, 3744, 3745, 3746, 3747, 3748, 3749, 3750, 3751, 3752, 4019 |
| ∫                                                                                          | Miskolc, Corvin utca (↑)             | ∫       | 20, 28, 34, 35, 43, 44, Auchan 1 1369, 1370, 1372, 1376, 1377, 1410 3738, 3739, 3740, 3741, 3742, 3743, 3744, 3745, 3746, 3747, 3748, 3749, 3750, 3751, 3752, 4019 |
| 2                                                                                          | Miskolctapolcai elágazás             | 3.2 km  | 4, 14, 20, 24, 30, 32, 34, 36, 43, 44, 45, 900, 914, 935 1050, 1369, 1370, 1372, 1373, 1374, 1375, 1376, 1377, 1381, 1410, 1411 3738, 3739, 3740, 3741, 3742, 3743, 3744, 3745, 3746, 3747, 3748, 3749, 3750, 3751, 3752, 4019 |
| A hetek első iskolai előadási napját megelőző munkaszüneti napon 1 alkalommal érintett.    |                                      |         | |
| ∫                                                                                          | Miskolc (Egyetem), kollégiumok       | ∫       | 12, 20, 20A, 29, 39, 53, 900, 914 1372 |
| 3                                                                                          | Miskolc, harsányi útelágazás         | 6.5 km  | 4, 43, 44, 53 1050, 1369, 1372, 1375, 1376, 1377, 1381 3738, 3739, 3740, 3741, 3742, 3743, 3744, 3745, 3746, 3747, 3748, 3749, 3750, 3751, 3752, 4019 |
| 4                                                                                          | Mályi, bolt                          | 11.1 km | 1050, 1369, 1370, 1372, 1376, 1377, 1381, 1410 3739, 3740, 3741, 3742, 3743, 3744, 3745, 3747, 3748, 3749, 3750, 4019 |
| 5                                                                                          | Nyékládháza, Szemere utca 53.        | 14.1 km | 1050, 1369, 1370, 1372, 1376, 1377, 1381, 1410 3745, 3747, 3748, 3749, 3750, 4019 |
| 6                                                                                          | Emőd, ABC áruház                     | 20.8 km | 1050, 1375, 1376, 1377, 1381 3747, 3748, 3749, 3750, 4019 |
| 7                                                                                          | Emőd, Bagolyvár Csárda               | 25.0 km | 1050, 1375, 1376, 1377, 1381 3747, 3748, 3749, 3750, 4019 |
| 8                                                                                          | Vatta, Kossuth utca 30.              | 29.6 km | 1050, 1375, 1376, 1377, 1381 3747, 3748, 3749, 3750, 4019 |
| 9                                                                                          | Vatta, híd                           | 30.3 km | 1050, 1375, 1376, 1377, 1381 3747, 3748, 3749, 3750, 4019 |
| 10                                                                                         | Bükkábrány, Thermoplasztika          | 36.2 km | 1050, 1375, 1376, 1377, 1381 3746, 3747, 3748, 3749, 4006, 4007, 4019, 4022 |
| 11                                                                                         | Mezőnyárád, posta                    | 35.9 km | 1050, 1377, 1381 3746, 3747, 3749, 4006, 4007, 4019, 4022, 4026 |
| 12                                                                                         | Mezőnyárád, temető                   | 37.4 km | 1050, 1377, 1381 3746, 3747, 3749, 4006, 4007, 4008, 4009, 4019, 4021, 4022, 4026, 4030 |
| 13                                                                                         | Mezőkövesd, gimnázium                | 45.9 km | 1, 2, 2B, 3 1050, 1375, 1376, 1377, 1381 3416, 3746, 3749, 4001, 4006, 4007, 4008, 4009, 4013, 4017, 4018, 4019, 4021, 4022, 4023, 4026, 4030 |
| 14                                                                                         | Mezőkövesd, Szent László tér         | 46.4 km | 1, 2, 2B, 3 1050, 1377, 1381 3416, 3746, 3749, 4001, 4006, 4007, 4008, 4009, 4013, 4017, 4018, 4019, 4021, 4022, 4023, 4026, 4030 |
| 15                                                                                         | Mezőkövesd, Mátyás király út         | 46.8 km | 1, 2, 2B, 3 1050, 1375, 1376, 1377, 1381 3416, 3746, 3749, 4001, 4006, 4007, 4008, 4009, 4013, 4017, 4018, 4019, 4021, 4022, 4023, 4026, 4030 |
| 16                                                                                         | Mezőkövesd, Váci Mihály utca         | 48.1 km | 1, 2 1050, 1344, 1381, 1426, 1427, 1447, 1448, 1468 3406, 3419, 4011, 4015, 4018, 4021, 4022, 4157 |
| 17                                                                                         | Andornaktálya, szociális otthon      | 59.5 km | 1343, 1344, 1346, 1381, 1426, 1427, 1447, 1448, 1468 3405, 3414, 3423, 3424, 3426, 3431, 3435, 3436, 4014, 4015, 4018, 4021, 4157 |
| 18                                                                                         | Andornaktálya, iskola                | 61.9 km | 1343, 1344, 1346, 1381, 1426, 1427, 1447, 1448, 1468 3405, 3414, 3423, 3424, 3426, 3431, 3435, 3436, 4014, 4015, 4018, 4021, 4157 |
| 19                                                                                         | Eger, Kistályai út                   | 63.1 km | 4, 5 1344, 1381, 1426, 1427, 1447, 1448, 1468 3405, 3414, 3423, 3424, 3426, 3431, 3435, 3436, 4014, 4015, 4018, 4021, 4157 |
| 20                                                                                         | Eger, ZF Hungária Kft.               | 65.1 km | 4, 5 1343, 1344, 1346, 1381, 1426, 1427, 1447, 1448, 1468 3405, 3424, 3426, 3431, 3435, 4014, 4015, 4018, 4021, 4022 |
| 21                                                                                         | Eger, Hadnagy utca                   | 66.5 km | 2, 2A, 3A, 4, 5, 5A, 6, 16, 914 1343, 1344, 1346, 1381, 1426, 1427, 1447, 1448, 1468 3405, 3406, 3419, 3420, 3424, 3426, 3431, 3435, 4014, 4015, 4018, 4021, 4022 |
| Naponta 2 alkalommal érintett Andornaktálya, szociális otthon – Eger, Hadnagy utca helyett |                                      |         | |
| ∫                                                                                          | Eger, Tompa utca                     | ∫       | 3A, 6, 11, 12, 13, 14, 14E, 16, 112, 113, 914 1050, 1051, 1053, 1054, 1343, 1346, 1348, 1362, 1427, 1466, 1517 3402, 3408, 3410, 3411, 3414, 3423, 3424, 3426, 3430, 3431, 3432, 3433, 3434, 3435, 3436, 3440, 3441, 3442, 3443, 3444, 3445, 3446, 3448, 3472, 3479, 3482, 3484, 3667, 4011, 4015, 4157 |
| ∫                                                                                          | Eger, Nagyváradi út                  | ∫       | 3A, 6, 11, 12, 13, 14, 14E, 16, 112, 113, 914 1050, 1346, 1427, 1517 3402, 3407, 3408, 3410, 3411, 3414, 3423, 3430, 3431, 3433, 3435, 3442, 3443, 3445, 3448, 4011, 4015, 4157 |
| ∫                                                                                          | Eger vasútállomás, bejárati út       | ∫       | 11, 12, 13, 14, 14E, 112, 113 1051, 1053, 1054, 1343, 1346, 1348, 1362, 1383, 1427, 1466, 1517 3400, 3402, 3408, 3410, 3411, 3414, 3423, 3424, 3426, 3430, 3431, 3432, 3433, 3434, 3435, 3436, 3440, 3441, 3442, 3443, 3444, 3445, 3446, 3448, 3472, 3479, 3482, 3484, 3667, 4011, 4015, 4157 IC, személyvonat – Eger [87/87a] |
| 22                                                                                         | Eger, színház (↓)                    | 67.8 km | 2, 2A, 7, 7A, 11, 12, 14, 14E, 17, 112 1050, 1053, 1054, 1343, 1344, 1346, 1348, 1362, 1381, 1426, 1427, 1447, 1468, 1517 3402, 3408, 3410, 3411, 3414, 3419, 3420, 3423, 3424, 3426, 3430, 3431, 3433, 3434, 3435, 3436, 3440, 3441, 3442, 3443, 3444, 3445, 3448, 3667, 4011, 4014, 4015, 4018, 4021, 4022, 4157 |
| 23                                                                                         | Eger, autóbusz-állomás végállomás    | 68.5 km | 2, 2A, 4, 5, 5A, 6, 7, 7A, 11, 12, 14, 14E, 16, 17, 112, 914 1049, 1050, 1051, 1053, 1054, 1343, 1344, 1346, 1347, 1348, 1349, 1351, 1352, 1362, 1383, 1426, 1427, 1447, 1448, 1466, 1468, 1517 3400, 3402, 3403, 3405, 3406, 3407, 3408, 3409, 3410, 3411, 3412, 3414, 3415, 3416, 3417, 3418, 3419, 3420, 3423, 3424, 3426, 3430, 3431, 3432, 3433, 3434, 3435, 3440, 3441, 3442, 3443, 3444, 3445, 3446, 3448, 3450, 3455, 3456, 3457, 3458, 3462, 3469, 3470, 3471, 3472, 3473, 3474, 3476, 3479, 3480, 3481, 3482, 3483, 3484, 3488, 3604, 3660, 3667, 4012, 4014, 4015, 4021, 4157                   |
| 24                                                                                         | Eger, Dobó Gimnázium végállomás      | 69.2 km | 2, 2A, 5, 5A, 6, 7, 7A, 11, 12, 14, 14E, 16, 17, 112, 914 1344 3405, 3406, 3414, 3415 |